# 杨氏祖祠 (白暮洋村)
杨氏祖祠，位于中国广东省揭阳市普宁市南径镇白暮洋村，为普宁市的一个市级文物保护单位，类型为近现代重要史迹及代表性建筑，公布时间为1961年。
杨氏祖祠建于1945年。